# Anodorhynchus
Anodorhynchus – rodzaj ptaków z podrodziny papug neotropikalnych (Arinae) w rodzinie papugowatych (Psittacidae).

## Zasięg występowania
Rodzaj obejmuje gatunki występujące w Ameryce Południowej.

## Morfologia
Długość ciała 72–100 cm; masa ciała 940–1695 g.

## Systematyka

### Etymologia
Anodorhynchus (Anodontorhynchus, Anadorhynchus, Anoplorhynchus): gr. ανοδων anodōn, ανοδοντος anodontos „bezzębny”, od negatywnego przedrostka αν- an-; οδους odous, οδοντος odontos „zęby”; ῥυγχος rhunkhos „dziób”.

### Podział systematyczny
Do rodzaju należą następujące gatunki:
- Anodorhynchus hyacinthinus (Latham, 1790) – modroara hiacyntowa
- Anodorhynchus leari Bonaparte, 1856 – modroara błękitna
- Anodorhynchus glaucus (Vieillot, 1816) – modroara turkusowa – takson prawdopodobnie wymarły, ostatni okaz zarejestrowany w 1960 roku[10]